# Fırat Karagöllü
Fırat Karagöllü (* 7. Februar 1978 in Sivas) ist ein ehemaliger türkischer Boxer im Halbmittelgewicht. Er war unter anderem Teilnehmer der Olympischen Sommerspiele 2000 in Sydney.
Er ist der ältere Bruder des Boxers Mustafa Karagöllü.

## Amateurkarriere
Fırat Karagöllü gewann 1994 im Weltergewicht die Kadetten-Europameisterschaft in Patras und wurde bei der Junioren-Weltmeisterschaft 1996 in Havanna Zweiter im Halbmittelgewicht.
Bei den Erwachsenen wurde er von 1996 bis 2000 Türkischer Meister, nahm an der Weltmeisterschaft 1997 in Budapest teil, war Viertelfinalist der Europameisterschaft 1998 in Minsk und Gewinner der Olympiaqualifikation 2000 in Mestre. Bei den Olympischen Sommerspielen 2000 in Sydney besiegte er Michael Roche aus Irland und unterlag im Achtelfinale mit 16:18 gegen den Franzosen Frédéric Esther.
Bei den Mittelmeerspielen 2001 in Tunis gewann er Silber im Mittelgewicht und war jeweils noch Viertelfinalist der Weltmeisterschaft 2001 in Belfast und der Europameisterschaft 2002 in Perm.

## Profikarriere
Von September 2004 bis September 2006 gewann er sechs Profikämpfe in Deutschland sowie 2008 einen weiteren in der Türkei.